# Kautschukmaskros
Kautschukmaskros eller Koksagys (Taraxacum bicorne) är en flerårig ört i Maskrossläktet. Den beskrevs första gången vetenskapligt av Hugo Dahlstedt
Kautschukmaskros har en enkel eller förgrenad huvudrot som bär upp en rosett av nedliggande smalt äggformade, hela eller mer eller mindre starkt flikade saftiga, glänsande blågröna blad med blek och tydlig mittnerv. Bladen är aldrig tandade som på den vanliga maskrosen.
Den har en smal cylindrisk, ofta starkt förgrenad pålrot, långsamt avsmalnande mot spetsen, upptill tydligt tvärstrimmad. I övre delen har den vanligen en diameter av 1 centimeter, på glesa bestånd upp till 3 1/2 centimeter. 
Namnet koksagys kommer från örtens folkliga namn "kok-sagis", som betyder "grön tuggrot". 1931 letade Sovjetunionens regering efter en inhemsk ersättning för kautschukträdet, och fann då att den här maskrosen innehöll kautschuk som kunde utvinnas. Särskilt under andra världskriget kom kautschukmaskros att bli en viktig källa för kautschuk i Ryssland. 1942 erhöll USA ett större parti frö från Sovjetunionen och genomförde omfattande odlingsförsök där liksom i Kanada. I Tyskland hade man 1943 och 1944 stora odlingar av Kautschukmaskros i landets östliga delar och de ockuperade delarna av Sovjetunionen. I Finland, Frankrike, Storbritannien och andra länder startades 1943 försök med odling av Kautschukmaskros. Vid krigsslutet minskade dock intresset för kommersiell odling snabbt, även om viss experimentverksamhet fortsatte.
Även i Sverige gjorde man under 1942 och 1943 försök med odling av Kautschukmaskros, dock med nedslående resultat, man fick vanligen endast 30-40 kilo kautschuk per odlad hektar. 1944 startades dock förädlingsförsök på Svalöv och  i början av 1950-talet kunde man i vissa odlingslinjer uppvisa en så hög halt som 23 % torrvikt kautschuk i Kautschukmaskrosornas rötter. Vid ett odlingsförsök vid Singeshult i Kronoberg kunde man nå så stora skördar som 250 kilo kautschuk per hektar. Man experimenterade även med att utvinna etanol ur maskrosorna. 